# Vzdolžno valovanje
Vzdólžno ali longitudinálno je tisto potujoče valovánje, pri katerem delci snovi nihajo v smeri širjenja motnje. Zgled je zvok.